# (14247) 2000 AV55
(14247) 2000 AV55 es un asteroide perteneciente al cinturón de asteroides, descubierto el 4 de enero de 2000 por el equipo del Lincoln Near-Earth Asteroid Research desde el Laboratorio Lincoln, Socorro, Nuevo México.

## Designación y nombre
Designado provisionalmente como 2000 AV55.

## Características orbitales
2000 AV55 está situado a una distancia media del Sol de 2,398 ua, pudiendo alejarse hasta 2,893 ua y acercarse hasta 1,902 ua. Su excentricidad es 0,207 y la inclinación orbital 3,263 grados. Emplea 1356,06 días en completar una órbita alrededor del Sol.
Pertenece a la familia de asteroides de (135) Hertha.

## Características físicas
La magnitud absoluta de 2000 AV55 es 14,47.